# Zoe Akins
Pour les articles homonymes, voir Akins.
Zoe Akins (née le 30 octobre 1886 à Humansville, Missouri (États-Unis) et décédée le 29 octobre 1958 à Los Angeles, Californie (États-Unis), à l'âge de 71 ans), est une dramaturge, scénariste pour le cinéma, poétesse et romancière américaine.

## Biographie
Elle commence sa carrière en 1914 par des pièces de théâtre dont plusieurs seront adaptées au cinéma. Elle est principalement connue pour sa pièce à succès The Greeks had a word for it (1930), une comédie mettent en scène trois mannequins en quête de maris fortunés. La pièce sera adaptée trois fois pour le grand écran : en 1932 (The Greeks Had a Word for Them, renommé en 1947 Three Broadway Girls), en 1938 (Trois Souris aveugles) et en 1953 (Comment épouser un millionnaire) avec Marilyn Monroe. 
En 1935, elle obtient le Prix Pulitzer pour la mise en scène au théâtre du roman d'Edith Wharton, The Old Maid.
En 1932 elle épouse Hugo Rumbold. Elle aurait eu une relation amoureuse avec Jobyna Howland unt jusqu'à la mort de cette dernière en 1936,.

## Adaptations au cinéma
- 1925 : Déclassé de Robert G. Vignola
- 1930 : Ladies Love Brutes de Rowland V. Lee
- 1930 : Sarah et son fils (Sarah and Son) de Dorothy Arzner
- 1930 : Anybody's Woman
- 1930 : The Right to Love
- 1931 : Women Love Once
- 1931 : Once a Lady
- 1931 : Working Girls
- 1931 : Girls About Town de George Cukor
- 1932 : The Greeks Had a Word for Them d'après sa pièce de 1930 The Greeks Had a Word for It (en)
- 1933 : La Phalène d'argent (Christopher strong)
- 1933 : Gloire éphémère (|Morning Glory)
- 1933 : Toda una vida
- 1934 : Outcast Lady
- 1936 : Lady of Secrets
- 1936 : Le Danger d'aimer (en) (Accused) de Thornton Freeland
- 1936 : Le Roman de Marguerite Gautier (Camille)
- 1938 : Frou-Frou (The Toy Wife)
- 1939 : Zaza
- 1947 : La Femme de l'autre (Desire me)